# 佩尼亚兰达德夫拉卡蒙特
佩尼亚兰达德夫拉卡蒙特，是西班牙卡斯蒂利亚-莱昂萨拉曼卡省的一个市镇。 总面积23平方公里，总人口6262人（2001年），人口密度272人/平方公里。